# 18 avril 1947
Le vendredi 18 avril 1947 est le 108e jour de l'année 1947.

## Naissances
- Billy Steele, joueur de rugby à XV écossais
- Charles Elachi, ingénieur libano-américain
- Dominique Farran, journaliste français
- Dorothy Lyman, actrice américaine
- Gérard Bardy, journaliste français
- Gérard Bonal, écrivain français
- Guy Goffette, écrivain belge
- Herbert Mullin, tueur en série américain
- I Kong, chanteur de reggae jamaïcain
- James Woods, acteur américain
- Jerzy Stuhr, acteur, metteur en scène de théâtre et cinéaste polonais
- Kathy Acker (morte le 30 novembre 1997), poète, romancière, essayiste et écrivaine américaine
- Loïc Le Ribault (mort le 6 juin 2007), géologue français
- Moses Blah (mort le 1er avril 2013), homme d'État libérien
- Véronique Mermoud, comédienne suisse

## Décès
- Benny Leonard (né le 7 avril 1896), boxeur américain
- Donald Henderson (né le 28 avril 1905), écrivain britannique
- Henry Delvaux de Fenffe (né le 31 août 1863), homme d'affaires et homme politique belge
- Jozef Tiso (né le 13 octobre 1887), prêtre catholique et homme d'·État slovaque

## Événements
- La Royal Navy fait sauter 6 700 tonnes de surplus de munitions pour détruire les installations militaires d'Heligoland en Allemagne.
- Résolution n° 23 du Conseil de sécurité des Nations unies relative à la question grecque.
- Création de la compagnie maritime Finnlines
- Découverte du crâne fossile Mrs. Ples